# Нетерсхајм
Нетерсхајм (њем. Nettersheim) општина је у њемачкој савезној држави Северна Рајна-Вестфалија. Једно је од 11 општинских средишта округа Ојскирхен. Према процјени из 2010. у општини је живјело 7.843 становника. Посједује регионалну шифру (AGS) 5366032.

## Географски и демографски подаци
Нетерсхајм се налази у савезној држави Северна Рајна-Вестфалија у округу Ојскирхен. Општина се налази на надморској висини од 350 – 590 метара. Површина општине износи 94,4 km². У самом мјесту је, према процјени из 2010. године, живјело 7.843 становника. Просјечна густина становништва износи 83 становника/km².